# Kōtō

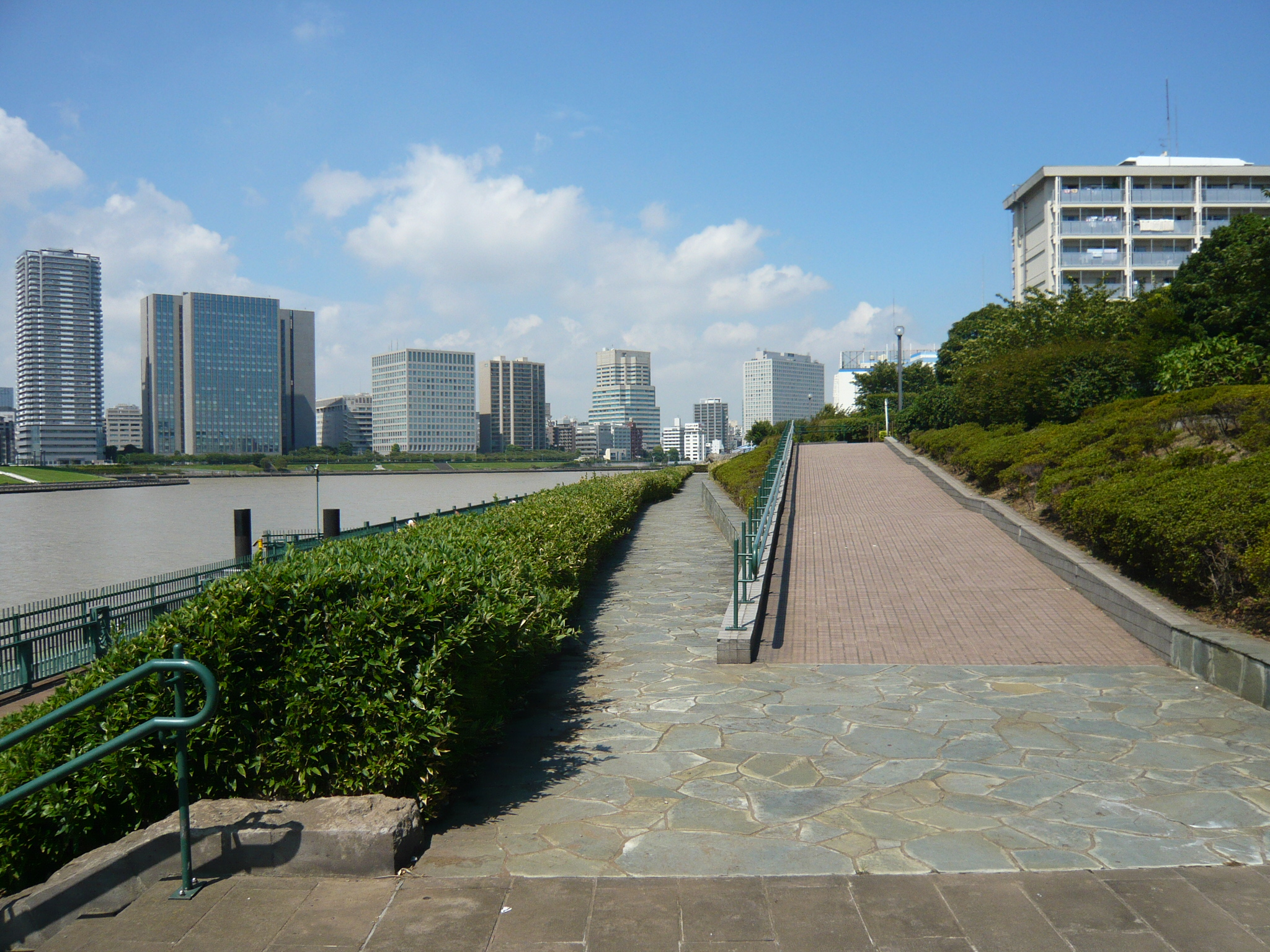
Ecchujima-parken vid Harumiun'ga-kanalen i Kōtō.

Kōtō (japanska: 江東区, Kōtō-ku) är en stadsdelskommun i Tokyo. Delar av kommunen vilar på konstgjorda öar, varav några började byggas redan kring år 1800. Kōtō avgränsas på ömse sidor av Sumidagawafloden och Arakawafloden.
Regissören Yasujiro Ozu föddes i Fukagawa i Kōtō.